# 111 av. J.-C.
Cette page concerne l'année 111 av. J.-C. du calendrier julien proleptique.

## Événements

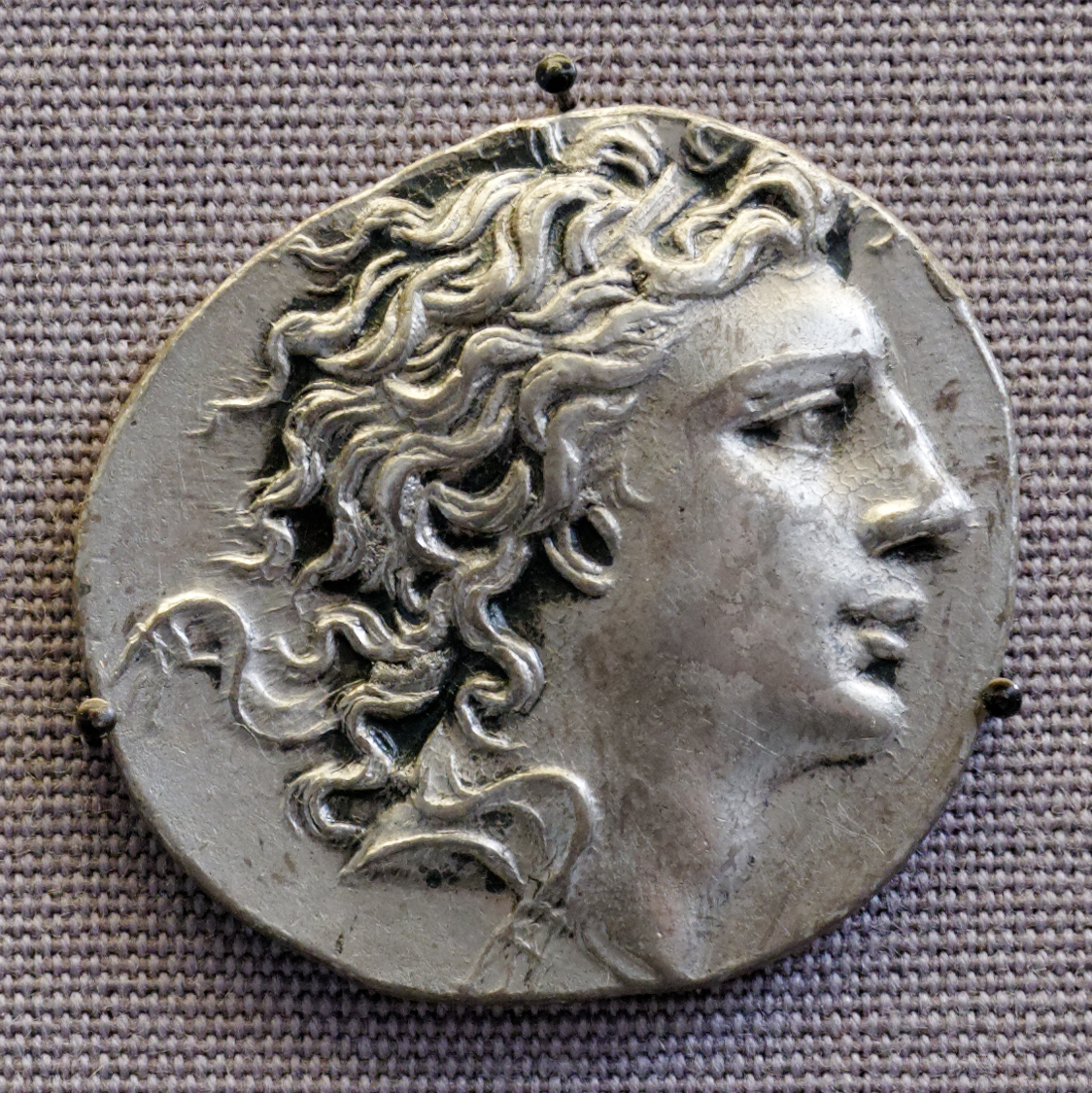
Mithridate VI s’empare du trône du Pont et se lance dans une politique de conquête, visant à chasser Rome de l’Asie. Il prend la moitié de la Paphlagonie au roi de Bithynie, puis occupe la Galatie et installe sur le trône de Cappadoce un de ses hommes à la place du roi Ariobarzane (94 av. J.-C.). Tétradrachme de Mithridate VI.

- 5 octobre 112 av. J.-C. (1er janvier 643 du calendrier romain) : début à Rome du consulat de Publius Cornelius Scipio Nasica Serapio et Lucius Calpurnius Bestia[1].
  - Selon certains analystes, les lois agraires et frumentaires des Gracques sont tacitement abrogées[2] : une première loi supprime l’inaliénabilité des lots. Nombre de cultivateurs malgré eux s’empressent de les vendre, renforçant ainsi l’exode rural et la grande propriété. La loi Thoria met fin aux distributions de terres et conserve aux mains des occupants, sous la seule condition qu’ils payent un vectigal, les portions du domaine public dont ils se trouvent encore détenteurs[3],[4].
  - Début de la guerre de Jugurtha (fin en 105 av. J.-C.). Le consul Calpurnius Bestia est envoyé en Numidie par les Romains pour venger la mort de leurs compatriotes tués à Cirta, mais Jugurtha achète le consul[5].
- Automne : le roi de Numidie est cité à comparaître à Rome. Jugurtha s’y rend, et se permet d’acheter un tribun pour éviter de se justifier. Le parti populaire utilise l’affaire pour dénoncer la corruption de la classe sénatoriale. L’affaire se complique quand Massiva, un cousin de Jugurtha réfugié à Rome est assassiné (110 av. J.-C.)[5].

- La Chine des Han annexe le royaume de Nanyue (ou Nam Viêt). Il s'étend sur les actuelles provinces chinoises du Guangdong et du Guangxi et le nord Viêt Nam actuel[6].
- L'empereur Han Wudi établit les préfectures de Zhangye et Dunhuang dans le corridor du Hexi pour le contrôle de la route de la soie[7].

- Début du règne personnel de Mithridate VI Eupator (132/63 av. J.-C.), roi du Pont. Il s’empare du pouvoir en jetant sa mère Laodice en prison et en se débarrassant de son frère Chrestos[8].

## Décès
- Cléopâtre Tryphaena.